# فایر باو (کالیفرنیا)
فایر باو (به انگلیسی: Firebaugh) شهری در شهرستان فرسنو ایالت کالیفرنیا است که در سرشماری سال ۲۰۱۰ میلادی، ۷۵۴۹ نفر جمعیت داشته است.